# 봉원동
봉원동은 연세대학교와 이화여자대학교의 사이 북측에 있는 서대문구의 법정동이다. 행정동은 신촌동 (서울)이다. 동 명칭은 봉원사에서 유래했다. 두 대학으로 통학하는 많은 자취생들과 하숙생들도 사는 것으로 유명하다. 하지만 문화의 변화로 하숙집이 많이 줄어들었다.

## 같이 보기
- 대한민국의 행정 구역